# 瑟兰库尔 (阿登省)
瑟兰库尔（法語：Seraincourt，法語發音：[səʁɛ̃kuʁ] ⓘ）是法国阿登省的一个市镇，属于勒泰勒区。

## 地理
瑟兰库尔（49°36'39"N, 4°12'5"E）面积16.2 平方千米，位于法国大東部大區阿登省，该省份为法国北部内陆省份，西接埃纳省，南至马恩省，东临默兹省，北与比利时接壤。
与瑟兰库尔接壤的市镇（或旧市镇、城区）包括：肖蒙波尔西安、弗拉伊库尔、阿诺涅圣雷米、勒莫库尔、雷讷维尔、圣费尔热。

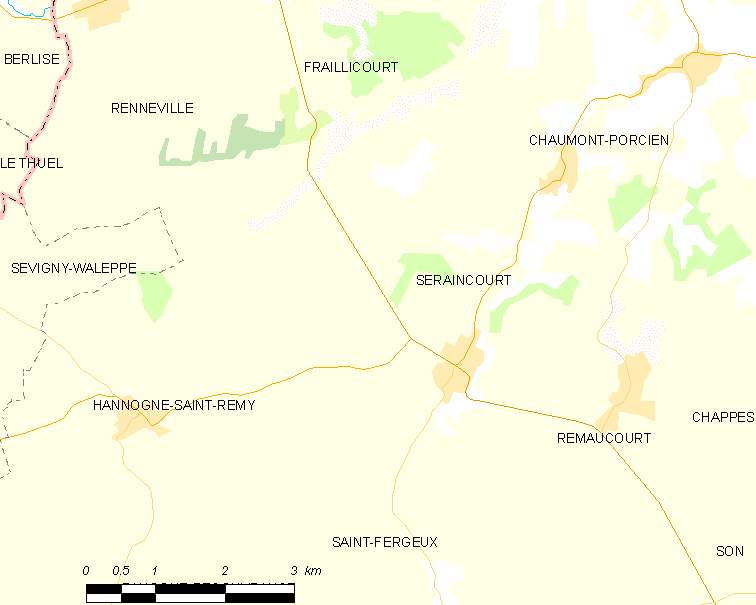
的OSM定位图

瑟兰库尔的时区为UTC+01:00、UTC+02:00（夏令时）。

## 行政
瑟兰库尔的邮政编码为08220，INSEE市镇编码为08413。

## 政治
瑟兰库尔所属的省级选区为波尔西安堡县。

## 人口

1962-2008年间人口变化图示

瑟兰库尔于2022年1月1日时的人口数量为257人。